# クーランガッタ (クイーンズランド州)

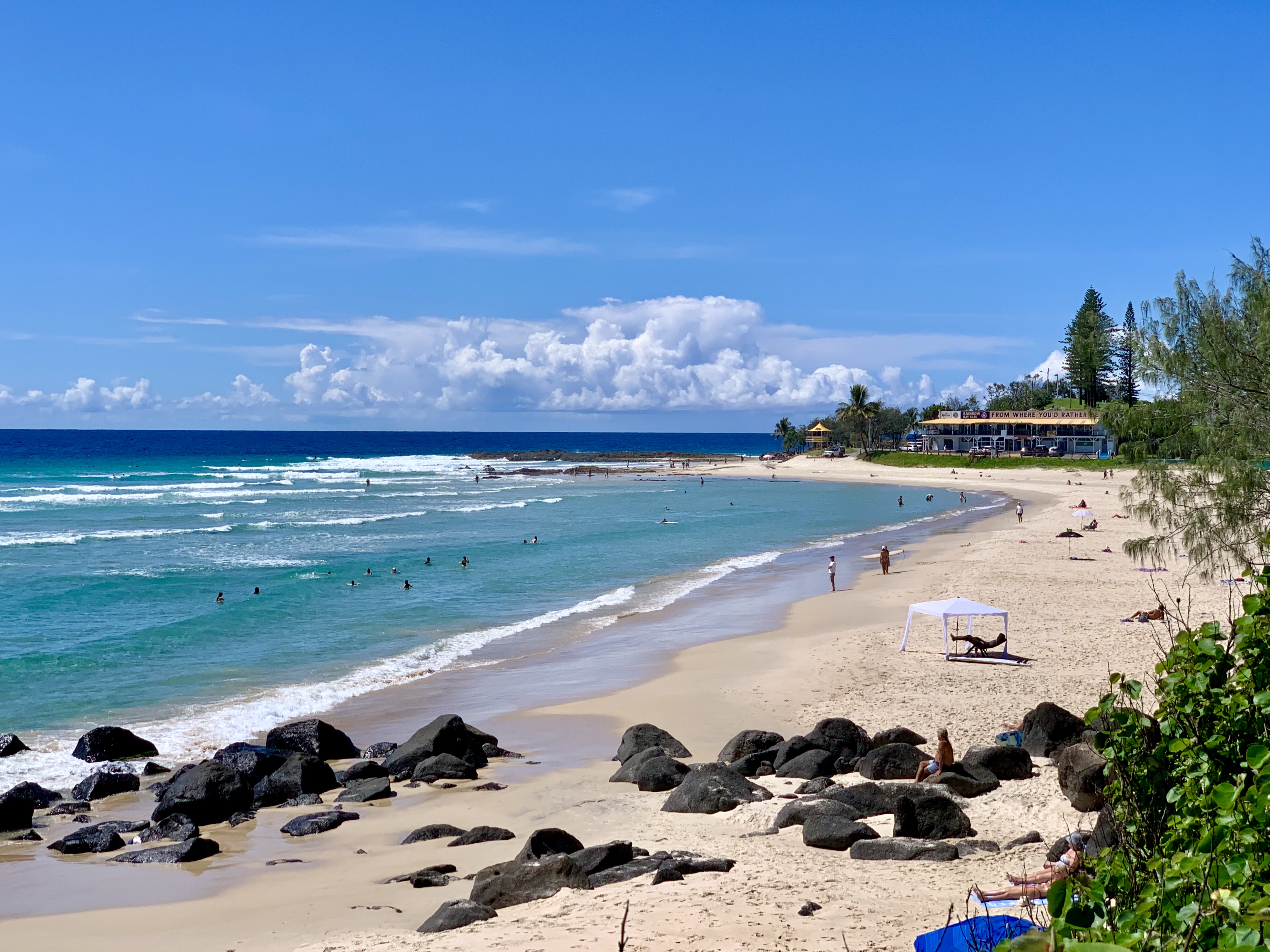
クーランガッタのビーチ

クーランガッタ（Coolangatta）は、オーストラリア連邦クイーンズランド州のゴールドコースト市域南端のサバーブ。サーファーズ・パラダイスの23km南に位置している。ゴールドコースト空港に近い。
ニューサウスウェールズ州との州境に接しており、ツイードヘッズの市街地と繋がっている。新型コロナウイルス感染症 (2019年)流行中は道路閉鎖が行われた。

## 歴史
クーランガッタはゴールドコースト周辺では歴史の古い町で、1830年頃に町が形成され始めたと推定されている。地名は1846年に座礁したスクーナー船 "クーランガッタ", Coolangatta に因んで名付けられた。近年はサーフィンの穴場として知られている。